# Association française pour l'intelligence artificielle
 (septembre 2022).
Pour les articles homonymes, voir AFIA.
L’Association française pour l'intelligence artificielle (AFIA) est une société savante visant à promouvoir et à favoriser le développement de l’intelligence artificielle (IA) sous ses différentes formes, à regrouper et à faire croître la communauté française en IA, et à en assurer la visibilité. C'est une association loi de 1901 sans but lucratif.

## Histoire
En 1989, l’Association française pour l'intelligence artificielle est fondée en vue de la préparation de la conférence internationale IJCAI (International Joint Conference on Artificial Intelligence) en 1993 à Chambéry. Son premier président était Jean-Paul Haton (de 1989 à 1993). Elle a d’abord été reconnue pour son bulletin trimestriel, le Bulletin de l'AFIA, qui publiait de nombreux dossiers scientifiques et aidait à structurer la communauté académique et industrielle. Son premier rédacteur en chef était Jean-Paul Krivine (de 1990 à 1995).

## Activités

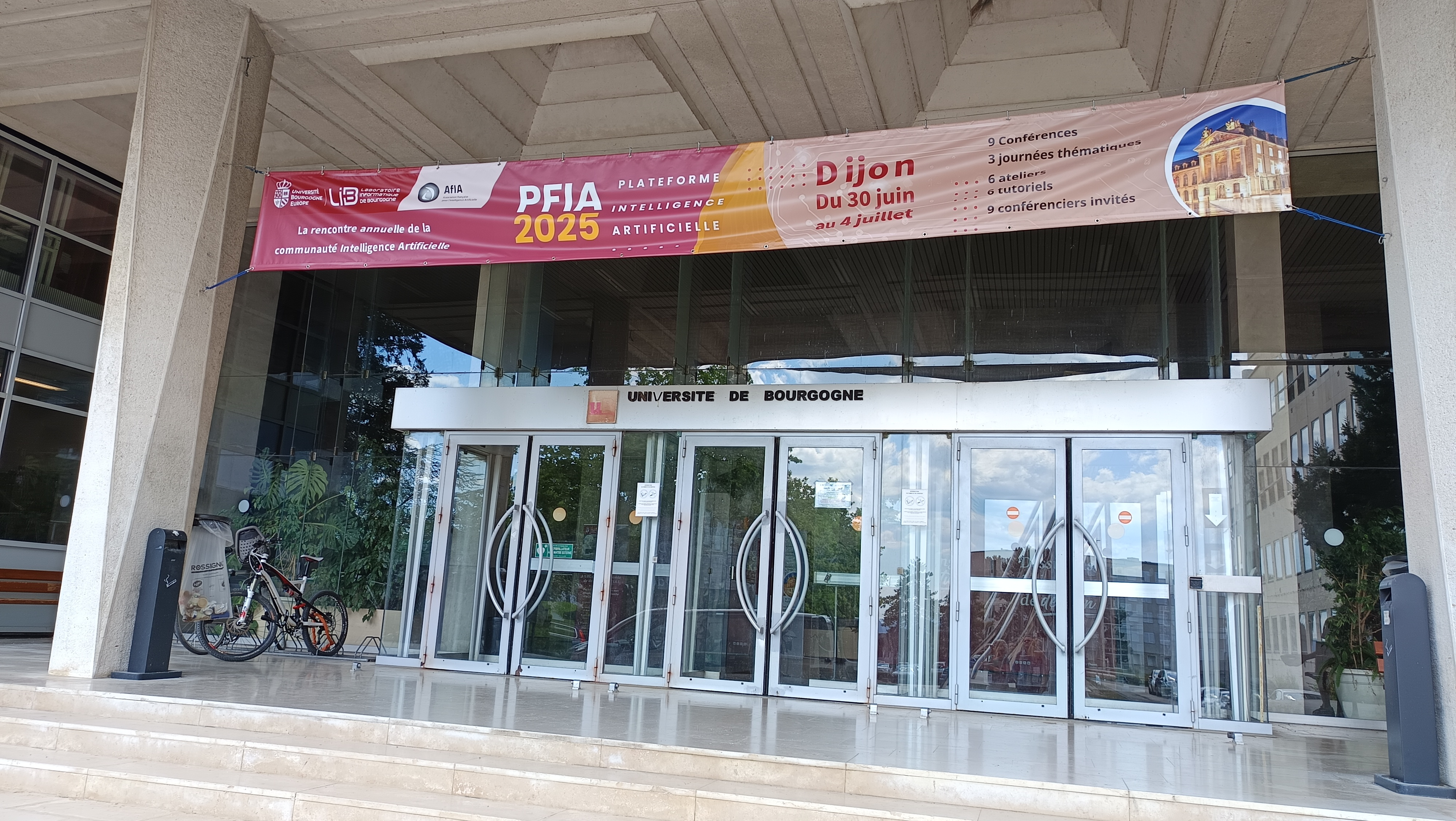
La plate-forme IA à l'université de Bourgogne à Dijon en 2025.

L’AFIA organise la « Plate-forme IA » ( PFIA'2013 Lille, PFIA'2015 Rennes, PFIA'2017 Caen, PFIA'2018 Nancy, PFIA'2019 Toulouse, PFIA'2020 Angers (virtualisée), PFIA'2021 Bordeaux (virtualisée), PFIA'2022 Saint-Etienne, PFIA'2023 Strasbourg, PFIA'2024 La Rochelle, PFIA'2025 Dijon, du 30 juin au 4 juillet 2025) et la « Conférence Nationale en Intelligence Artificielle » (CNIA). 
Chaque année se tiennent également en ces occasions les « Rencontres des Jeunes Chercheurs en IA » (RJCIA) et la « Conférence sur les Applications Pratiques de l’IA » (APIA) comme autant de Sections Spéciales de CNIA.
Avec le soutien de ses 500 adhérents actuels, l’AFIA assure :
- Le maintien d’un site web consacré à l’IA,
- Des journées communes ou propres à un rythme mensuel[5]
- La remise annuelle d’un Prix de Thèse de Doctorat en IA[6],
- Le soutien à des Collèges ayant leurs propres activités
- La réponse aux consultations officielles (ministères, agences, …),
- La réponse à la presse écrite et à la presse orale, également sur internet

Finalement, l’AFIA contribue à la participation de ses membres aux grands événements de l’IA. Ainsi, les membres de l’AFIA bénéficient d’une réduction sur les tarifs d’inscription aux événements organisés.

## Présidents
- 1989-1992 : Jean-Paul Haton
- 1993-1997 : Jean-Marc David
- 1998-2002 : Bertrand Braunschweig
- 2003-2010 : Michèle Sebag
- 2011-2020 : Yves Demazeau
- depuis 2021 : Benoît Le Blanc